# میدان ولی سلطان
میدان ولی سلطان مربوط به دوره صفوی است و در کاشان، مرکز محله ولی سلطان واقع شده و این اثر در تاریخ ۷ مهر ۱۳۸۱ با شمارهٔ ثبت ۶۵۳۳ به‌عنوان یکی از آثار ملی ایران به ثبت رسیده است.
از سکوی وسط این میدان برای اجرای مراسم عزاداری، تعزیه خوانی و دیگر مراسم مشابه استفاده می شده است.